# Incrustație dentară
Incrustația dentară este o obturație coronară confecționată în laboratorul dentar.
Cunoscută ca obturație indirectă, o incrustație dentară, reprezintă metoda tradițională de restaurare a dinților, dar care, datorită apariției unei mari varietăți de materiale de obturație nu este frecvent aplicată în cabinetele stomatologice, de cele mai multe ori optându-se pentru ionomeri de sticlă sau compozite fotopolimerizabile datorită prețului mai mic și timpului de realizare mai scurt. 
Atunci când suprafața de ocluzie a dintelui a suferit daune iar plomba obișnuită nu este adecvată, o incrustație dentară oferă posibilitatea de a restaura pierderile severe de substanță suferite la nivelul dintelui.

## Clasificare
Incrustația dentară poate fi de mai multe tipuri: de inlay-uri, onlay-uri și pinlay-uri. Inlay-ul este o piesă de reconstrucție, care poate reface 1-2 pereți ai unui dinte, unul lateral interdentar și unul ocluzal. Este fabricat în laborator, din materiale ce asigură aceeași rezistență cu țesutul dentar și aceeași dilatare termică cu acesta, opțional – cu aceeași culoare și aspect ca al dintelui pe care se aplică. Un inlay dentar este mai mare decât o plombă obișnuită însă mai mic decât o coroană dentară. Este aplicat și cimentat în cavitatea curățată în prealabil. Este similar cu o plombă, însă este poziționat între cuspizii dintelui.
Onlay-ul reface, spre deosebire de inlay, și un perete lateral, vestibular sau oral al dintelui acoperind astfel 2-3 maxim 4 din cei 5 pereți ai dintelui. Rezistența mare face ca acesta să fie ultima soluție, înainte de acoperirea cu o coroană dentară pentru un dinte vital.
Un onlay este mai mare decât un inlay și acoperă mai mulți cuspizi dentari, cunoscută din acest motiv ca și coroană parțială. În felul acesta, acoperă mai mult din suprafața de ocluzie a dintelui, însă nu integral, precum fac coroanele dentare.
Pinlay-ul este o incrustație pe dinți devitali însă, care are toale elementele Onlay-ului având în plus, unul sau mai multe elemente radiculare.

## Rolul
Prin incrustație dentară păstrăm și refacem punctele de contact ale dintelui cu dinții vecini mult mai bine decât cu obturațiile clasice, protejăm papila interdentară de presiuniile masticatorii, redăm fizionomia și funcționalitatea dintelui.
Acestea sunt necesare în cazuri precum:
- dinți cu carii proximale (interdentare) cu distrucții mai întinse de 1mm
- cavități proximale cu acces dificil pentru obturații cu compozit
- punct de contact lipsă sau greu de creat
- carii în oglindă (pe doi dinți învecinați) pe dinți vitali
- papila afectată de forțele masticatorii ce trebuie refăcută
- distrugerea a maxim 60% din coroana unui dinte vital.

## Indicații
Putem folosi o incrustație dentară  în majoritatea situațiilor în care se pot realiza obturații, când dinții au suferit leziuni prin carie sau fractură iar dauna produsă nu este suficient de mare pentru a necesita acoperirea cu o coroană dentară.
De obicei, o incrustație dentară este preferată atunci când pierderea de țesut dentar este mare și medicul dorește protejarea țesuturilor dentare restante.

## Materiale
Orice incrustație dentară poate fi confecționată din ceramică, din diferite aliaje (CrNi, CrCo) sau din zirconiu.
Deoarece aceastea pot fi realizate din materiale ce imită culoarea naturală a dintelui, inlay-urile și onlay-urile sunt preferate de pacienți pentru a înlocui plombe inestetice, în scopul obținerii unui aspect mult mai natural.
Zirconiul este materialul preferat în cosmetica dentară datorită aspectului estetic natural și a multiplelor sale calități: este durabil, rezistent (superior ceramicii),  biocompatibil și este identic cu structurile dentare naturale.
Diferențele între o incrustație dentară metalică și o incrustație dentară din zirconiu se regăsesc în realizarea criteriului estetic. Diferențele între ceramică și zirconiu constau în gradul de resistență, cel din urmă fiind mult mai bun decât ceramica.
De reținut este faptul că la pacienții cu carioactivitate scăzută (puține carii) și igiena bucală bună, o incrustație dentară din zirconiu poate avea o longevitate de chiar 25 – 40 de ani.
Tipul de material folosit se răsfrânge asupra următorilor factori: estetică, rezistență, durabilitate și cost.

## Tipuri de incrustații dentare
În funcție de tehnica de confecționare și de metoda de aplicare incrustațiile pot fi de două tipuri:
- Directe – acestea sunt realizate în cadrul cabinetului dentar și montate în cadrul unei singure vizite stomatologice
- Indirecte – sunt confecționate în laboratorul de tehnică dentară și necesită, cel puțin două vizite, pentru a încheia restaurarea.

Tipul ales depinde de integritatea structurii dentare (cât a mai rămas din dintele afectat de procesul carios) și de aspectul dorit în urma procedurii.

## De câte ședințe este nevoie pentru o incrustație?
Pentru o incrustație directă este necesară o singură ședință (cabientul stomatologic trebuie să aibă propriul laborator, pentru a putea prelucra pe loc incrustațiile).
Pentru a obține o incrustație indirectă sunt necesare cel puțin două ședințe de tratament. În prima sedință, medicul pregătește cavitatea și ia amprenta pe care o trimite în laborator. Tehnicianul toarnă modelul primit și modelează incrustația.
A doua ședință are drept scop cimentarea incrustației.

## Riscuri
O incrustație dentară se poate desprinde în cazul în care cimentul este erodat sau se combină cu saliva în momentul în care este aplicat. Incrustațiile confecționate din rășini compozite sau porțelan se pot sparge dacă există anumiți factori de natură să exercite o presiune prea mare asupra dinților.
Longevitata la incrustația dentară depinde de materialul din care este confecționată, de rezistența și stabilitatea dintelui tratat, suprafața de ocluzie care este supusă restaurării și cooperarea pacientului de a menține o igienă orală corespunzătoare și de a face examinări periodice.

## Avantaje
O incrustație dentară reprezintă o alternativă mai bună decât obturațiile din ionomeri de sticlă, compozit sau amalgam.
Orice incrustație dentară are următoarele avantaje:
- Adaptare marginală superioară (biocompatibilitate cu țesutul gingival)
- Refacerea perfectă a formei anatomice a dintelui prin modelarea în laborator
- Refacerea perfectă a punctelor de contact interdentar (etanșeitate maximă față de o obturație cu compozit)
- Spre deosebire de obturațiile din amalgam și chiar cele metalice, incrustațiile nu colorează dintele
- Rezistența la uzură superioară oricărui tip de obturație
- Estetică deosebită în cazul incrustațiilor din zirconiu (aspect natural)
- Nu necesită timpi mari de adaptare, nu creează diconfort (senzația de natural se instalează încă de la început)
- Culoarea obținută nu se modifică, cum se întâmplă în cazul refacerii dintelui cu materiale compozite
- În unele cazuri, în funcție de cimentul folosit, o incrustație dentară poate asigura protecția țesuturilor dentare rămase în urma îndepărtării cariei (stimulează neodentinogeneza)
- Prin refacerea perfectă a conturului dintelui, incrustația contribuie la întreținerea sănătății gingiei
- Contribuie la eliminarea sensibilității dentare
- Determină o abraziune redusă sau deloc asupra antagoniștiolor
- Previne pierderea dinților
- Dinții pot fi mult mai ușor curățați și întreținuți din punct de vedere al igienei orale
- Întărește structura dintelui (cu aproximativ 75 %)
- Risc minim de apariție a cariei secundare (datorită închiderii marginale optime)
- Spre deosebire de plombele din metal prețios, nicio incrustație dentară nu se contractă și nu se dilată(semnificativ) la schimbările de temperatură, acțiune care slăbește dintele și poate cauza fisurarea sau fractura acestuia
- La o incrustație dentară longevitatea poate fi de până la 40 de ani (datorită rezistenței materialelor și metodei de confecționare)
- Rezistența incrustațiilor dentare este superioară și duritatea apropiată de cea a dintelui
- Capacitatea de restaurare optimă: un onlay poate reface 3-4 cincimi din coroana dintelui.
- Unul dintre cele mai mari beneficii în salvarea dinților tratați îl reprezintă evitarea unor proceduri invazive de restaurare dentară (coroane, punți, implant dentar) .

## Dezavantaje
- Sacrificiul dentar crescut comparativ cu cel necesar pentru aplicarea unei plombe clasice, fie din amalgam, ionomeri de sticlă sau materiale compozite
- Pe dinții devitali incrustația poate acționa ca o pană, fracturând dintele
- Datorită durității mai mari decât cea naturală a dinților, în timp, va eroda dintele antagonist
- Prețul ridicat al acestui tip de restaurare se datorează, în principal, costurilor de fabricare a inlay-ului/onlay-ului în laboratorul de tehnică dentară

## Alternative
- Obturațiile clasice (mai ieftine)
- O altă alternativă este coroana dentară (mai scumpă)

## Execuția
Anterior procedurii, se efectuează o anestezie locală sau se administrează un sedativ pacientului pentru a-l ajuta să se relaxeze pe durata desfășurării intervenției.
Țesutul cariat este înlăturat, după care, se prepară în mod adecvat suprafața dentară.
Incrustațiile directe: După pregătirea dintelui, se va aplica un material compozit pentru a fi modelată cavitatea ce tocmai a fost curățată.
Apoi incrustația este îndepărtată și întărită într-un cuptor special. Sub această formă este din nou plasată în locul corespunzător, cimentată de către medicul dentist și apoi șlefuită și lustruită pentru a căpăta un aspect natural.
Incrustațiile indirecte: Spre deosebire de cele care sunt fixate și cimentate în aceeași zi, incrustațiile indirecte presupun efectuarea a două ședințe. În prima ședință este îndepărtată caria și se realizează un mulaj al dintelui tratat și ai celor adiacenți, iar dintele primește o plombă temporară.
Mulajul cuprinde, cel puțin, dintele tratat, dinții vecini acestuia și dintele opus (pentru a asigura o ocluzie corectă) .
În cea de-a doua ședință, după îndepărtarea obturației provizorii și curățarea dintelui se va monta incrustația prelucrată în laborator, conform amprentei dentare.
După șlefuire se fac ultimele ajustări pentru ca noua restaurare să se integreze complet și natural în ansamblul dentar și să nu genereze o ocluzie deficitară sau incorectă.
După finalizarea procedurii, pacientul se poate întoarce la activitățile sale obișnuite, resimțind doar o ușoară sensibilitate în zona tratată.

## Argumente pentru alegerea incrustațiilor dentare
- Orice incrustație dentară este mult mai ușor de curățat și întreținut decât coroanele dentare sau plombele obișnuite.
- Acestea, dacă sunt corect adaptate, asigură un tratament eficient de prevenire a apariției cariilor secundare.
- Se integrează perfect în armonia cavității bucale. Sunt fixate atât de bine și de natural încât va asigura cele mai longevive și estetice restaurări dentare.
- Sunt ideale pentru a repara cariile apărute între dinți.

## Concluzii
- De obicei, obturațiile din compozit sau alt material sunt folosite pentru a umple cavitățile mici, în timp ce coroanele sunt folosite atunci când degradarea este mai profundă sau dacă există o distrugere substanțială a țesutului dur.
- Cu toate acestea, pot exista situații în care o obturație nu este suficientă, iar o coroană este prea mare pentru a proteja dintele respectiv.
- Inlay-urile și onlay-urile dentare sunt ceea ce mulți medici stomatologi vor utiliza atunci când cavitatea creată se află între cele 2 situații descrise mai sus. Sunt mai mari decât obturațiile din compozit, dar nu la fel de invazive ca o coroană dentară, care presupune prepararea dinților prin îndepărtarea structurilor dure dentare într-o proporție mai mare.
- La definițiile lor de bază, un inlay acoperă cavitățile create în zonele dintre cuspizi.
- Un onlay nu va umple doar cavitățile din aceste spații, ci poate acoperi o zonă mai mare, inclusiv cuspizii.
- Funcționează similar coroanelor, dar nu acoperă întreaga suprafață a dintelui.
- Ambele sunt realizate din aceleași materiale și îndeplinesc aceeași funcție, dar refac diferite zone ale dintelui pentru a le proteja în mod corespunzător atunci când există carii dentare.
- Unul dintre principalele beneficii ale inlay-urilor și onlay-urilor este cât de durabile și de rezistente pot fi. Vă puteți aștepta ca o incrustație să dureze între 25 și 40 de ani.
- Medicul stomatolog nu poate garanta cu exactitate un timp anume din cauza unei varietăți de factori. Unele pot suferi procese de uzură mai accentuate decât altele și, dacă nu sunt îngrijite, atunci se pot deteriora mai devreme decât se așteptă.
- Unul dintre cei mai importanți factori este cât de bine pacientul își efectuează igiena dentară după aplicarea incrustaților.
- Aceasta înseamnă periaj de două ori pe zi, folosirea aței dentare în fiecare zi și respectarea recomandări oferite de medicul dentist.
- De asemenea, este indicat un control periodic pentru a se verifica stabilitatea și integritatea restaurărilor. Împreună cu o igienă adecvată, pacienții ar trebui să reducă și uzura inlay-urilor și onlay-urilor prin evitarea consumului de alimente tari, lipicioase, care pot deteriora materialul. În plus, bruxismul trebuie tratat prin purtarea unor gutiere pe timpul nopții.
- În trecut, onlay-urile erau făcute doar din aur, dar în prezent, tot mai mulți pacienți solicită o incrustație care să nu fie vizibilă. Realizarea restaurărilor din ceramică/porțelan permite o fixare mai bună la nivelul dintelui, îmbunătățind astfel rezistența acestuia și oferind o sigilare marginală corectă.
- În general, inlay-urile și onlay-urile sunt mai bune decât obturațiile clasice prin faptul că pot acoperi o cavitate mai mare și sunt mult mai durabile.
- Incrustațiile se adaptează mult mai bine la forma cavității și oferă o sigilare mai bună, deoarece se utilizează o amprentă după care vor fi confecționate restaurările. Avantajul obturațiilor din material compozit este acela că sunt mai rapid aplicate, pe când o incrustație necesită cel puțin 2 ședințe. De asemenea, costul este mai redus în cazul obturațiilor.

Medicul stomatolog va stabili de ce tip de restaurare aveți nevoie în funcție de situația dvs. clinică și vă va explica toate detaliile de care aveți nevoie, așa că nu ezitați să mergeți la un consult atunci când este necesar.